# Rödbröstad lorikit
Rödbröstad lorikit (Trichoglossus forsteni) är en fågel i familjen östpapegojor inom ordningen papegojfåglar.

## Utseende och läte
Rödbröstad lorikit är en distinkt och färgglad papegoja med en kroppslängd på 25–30 cm. Huvudet är mörkblått med ljusgrönt halsband, bröstet rött och buken också mörkblå. Resten av fjäderdräkten är lysande ljusgrön och näbben är röd. I flykten blixtrar gult till tvärs över inre delen av vingpennorna, medan de undre vingtäckarna är röda. Den skiljer sig från sina närmaste släktingar genom kombinationen av ostreckat rött bröst, mörkblå bug och i princip ostreckat blått huvud. Lätet är ett hårt upprepat skri, "keek, keek, keek..." som hörs i flykten.

## Utbredning och systematik
Rödbröstad lorikit återfinns i västra Små Sundaöarna och delas upp i fyra underarter med följande utbredning:
- Trichoglossus forsteni djampeanus – Tanahjampea
- Trichoglossus forsteni stresemanni – Kalaotoa
- Trichoglossus forsteni mitchellii – Bali och Lombok
- Trichoglossus forsteni forsteni – Sumbawa

Tidigare behandlades den som en del av artkomplexet Trichoglossus haematodus, men urskiljs numera allmänt som egen art.

## Status
IUCN kategoriserar arten som starkt hotad.

## Namn
Fågelns vetenskapliga artnamn hedrar Eltio Allegondus Forsten (1811-1843), holländsk zoolog och samlare av specimen i Ostindien 1838-1843.